# Heliconiaceae
Heliconiaceae is een botanische naam voor een familie van eenzaadlobbige planten. Een familie onder deze naam wordt pas de afgelopen decennia erkend door systemen voor plantensystematiek. Eerder werden deze planten vaak geplaatst in de familie Musaceae.
De familie wordt onder andere erkend door het APG-systeem (1998) en het APG II-systeem (2003): de familie kent dan slechts één geslacht, Heliconia. Dit genus telt zo'n honderd (tot tweehonderd?) soorten, die voorkomen in de tropische of subtropische gebieden van Amerika en het Pacificische gebied ten westen daarvan. Ze worden vaak als snijbloem gebruikt.